# 윤종선
윤종선(尹淙善, 1935년 - 2002년 3월 17일)은 한국출신 미국의 생화학자, 치과의사, 교육자이다. 뉴욕치과대학교 교수를 역임하였다. 주영공사, 주터키대사를 지낸 윤치창의 아들이고, 독립운동가 손정도와 손원일은 그의 외할아버지와 외삼촌이다. 좌옹 윤치호의 이복 조카이기도 하다. 쌍용 손명원 과는 외사촌 고종사촌 관계 이다
즉. 외조부의 손자이다.